# Luce tellurica
Le luci telluriche (note anche con la sigla EQL, dall'inglese earthquake lights) sono un fenomeno ottico inusuale dell'atmosfera, simile in apparenza ad una aurora boreale, caratterizzato da una luminosità che appare in cielo sopra o in vicinanza di aree con stress tettonico, attività sismica o eruzioni vulcaniche. Sono visibili specialmente durante la notte. Cronache del passato hanno descritto la presenza di tali luci, ma per molto tempo sono state considerate un mito. I sismologi hanno accertato la loro esistenza quando sono state fotografate in Giappone a Nagano durante lo sciame sismico di Mitsushiro, verificatosi tra il 1965 e il 1967.
Spesso fenomeni luminosi di questo tipo possono essere ricondotti agli archi elettrici prodotti in seguito al cortocircuito delle linee di trasmissione di energia elettrica durante un terremoto, od al danneggiamento di altri impianti in tensione in seguito ad un evento sismico, specie se associati a blackout.

## Caratteristiche
Le luci telluriche sono più evidenti durante un terremoto, anche se è stato riferito di luci che sono apparse dopo il terremoto o anche prima, come nel caso dei terremoti di Kalapana nel 1975 e di Tangshan nel 1976. L'aspetto delle luci è simile a quello di un'aurora boreale e il colore varia di solito dal bianco all'azzurro, però occasionalmente sono stati riportati casi di luci con un maggiore spettro visibile di colori. La luminosità è in genere visibile per alcuni secondi, ma si sono avuti casi in cui è durata per decine di minuti.
La distanza dall'epicentro a cui le luci sono state osservate è piuttosto variabile; nel terremoto di Idu del 1930 furono rilevate fino a circa 110 km dall'epicentro.
Dopo l'osservazione di Nagano, le luci telluriche sono state osservate nel 1976 in Cina a Tianshui a circa 400 km a nord-nord-est dall'epicentro terremoto del Sichuan del 2008.
Il fenomeno è stato ampiamente osservato e filmato durante il terremoto del Perù del 2007 e il terremoto del Cile del 2010.
Il fenomeno è stato osservato e documentato anche in Italia durante il terremoto dell'Aquila del 2009, con fenomeni luminosi iniziati nove mesi prima della scossa principale e proseguiti per 5 mesi dopo il sisma.
Secondo fonti storiche, il fenomeno delle luci telluriche sarebbe stato osservato la sera del 4 febbraio 1783 da migliaia di persone, nella Sicilia settentrionale e nella Calabria meridionale. Il cronista del tempo le definì "luci di chiarezza tale da emulare lo splendore stesso del sole". Il giorno successivo un violento sisma rase al suolo Reggio Calabria e numerosi altri centri della Calabria danneggiando gravemente anche Messina.
Sempre nel XVIII secolo, luci telluriche, descritte come bagliori di fuoco notturni, furono riportate dall'abate Giulio Anastasio Angelucci in occasione del terremoto di Arezzo del febbraio 1796.
Notizie di questi eventi vennero riportate anche per il terremoto di Amuri, in Nuova Zelanda, del 1º settembre 1888. Le luci furono viste a Reefton nella mattina stessa del 1º settembre e poi ancora l'8 settembre.
Sembra che la comparsa di luce tellurica sia associata a terremoti con una magnitudo di almeno 5 sulla scala Richter.
È stata anche riportata la comparsa di luci gialle di forma vagamente sferica prima del manifestarsi di un sisma.
Resoconti più recenti sono stati filmati nella contea di Sonoma, in California, il 24 agosto 2014, a Città del Messico: durante il terremoto del Chiapas del 7 settembre 2017, nel 2021 durante il terremoto di Guerrero del 7 settembre 2021.

## Teorie
Le cause delle luci telluriche non sono ancora state pienamente chiarite: sono state proposte varie teorie per spiegare la loro manifestazione.
Quella più recente ipotizza che le luci telluriche siano dovute alla ionizzazione in alcuni tipi di rocce dell'ossigeno in esse presente a seguito della rottura di legami perossidici prodotta dalle elevate tensioni che si manifestano prima e durante un terremoto. Dopo la ionizzazione, gli ioni risalirebbero lungo le fessurazioni della roccia fino a raggiungere l'atmosfera ionizzando a loro volta alcuni strati d'aria e dando luogo a un plasma in grado di emettere luce. Esperimenti di laboratori confermano che alcune rocce sono effettivamente in grado di ionizzare l'ossigeno in esse contenuto quando sono soggette a elevati livelli di tensione.
Dalle ricerche emerge inoltre che la probabilità di generazione delle luci telluriche dipenda dall'angolazione della faglia, con un loro aumento nel caso di faglie subverticali o quasi verticali.
Un'altra teoria afferma che la causa vada ricercata negli intensi campi elettrici creati per piezoelettricità dai movimenti tettonici di rocce contenenti quarzo.
Un'altra possibile spiegazione è una distorsione locale del campo magnetico terrestre o della ionosfera nella regione dello stress tettonico, risultante in effetti di luminescenza osservati localmente e dovuti probabilmente all'effetto combinato della ricombinazione radiativa ionosferica ad altitudini inferiori e a pressione atmosferica più elevata rispetto alle condizioni che generano l'aurora boreale. Comunque, l'effetto non è molto pronunciato né chiaramente osservato in tutti gli eventi sismici e non è stato ancora direttamente verificato per via sperimentale.
Una recente ipotesi avanzata nel marzo 2014 nell'annuale incontro dell'American Physical Society fa risalire la causa allo sfregamento degli strati materiali con conseguente generazione di una differenza di potenziale elettrico. Sono stati condotti esperimenti di laboratorio con diversi tipi di granulometrie di roccia riproducendo la crosta terrestre ed emulando un terremoto. Si è notato che con la fratturazione delle venature si ha una tensione positiva mentre con la chiusura si ha una tensione negativa. La frammentazione provoca la scarica nell'atmosfera che dà luogo a un'intensa emanazione luminosa. Il fenomeno è noto col nome di triboluminescenza.
I sismologi sperano che questi studi permettano in futuro di avere una migliore predizione degli eventi sismici.